# Eduardo García Vigoa
Eduardo Apolonio García Vigoa (San Cristóbal, Pinar del Río, Cuba, 9 de febrero de 1862 - La Habana, Cuba, 12 de julio de 1926) fue un militar y político cubano.

## Orígenes y primeros años
Eduardo García Vigoa nació en el poblado de San Cristóbal, Pinar del Río, Cuba, el 9 de febrero de 1862.

## Guerra Necesaria
El 24 de febrero de 1895, estalló la Guerra Necesaria (1895-1898), tercera guerra por la independencia de Cuba.
García Vigoa convocó una reunión conspirativa, el 25 de julio de 1895, con el propósito de alzarse en armas. Sin embargo, en esa ocasión, no consiguió sumar a nadie a su intento.
Finalmente, se levantó en armas, el 26 de octubre del mismo año, encabezando a una pequeña partida de revolucionarios.
Engrosadas sus fuerzas con la incorporación de nuevos alzados, García Vigoa se unió al “Contingente Invasor” cuando dichas tropas pasaron por el territorio, en diciembre de 1895.
García Vigoa tomó parte en las Batallas de Coliseo y Calimete, ese mismo mes. Una vez terminada la invasión, fue designado Jefe de la “Brigada de Matanzas”, a fines de febrero de 1896. Permaneció en dicho puesto hasta el fin de la guerra, en la cual resultó herido de bala en dos ocasiones.
Fue ascendido a General de Brigada (Brigadier), el 31 de marzo de 1896 y a General de División, el 18 de agosto de 1898, tras lo cual, terminó la guerra. García Vigoa se licenció seis días más tarde.

## Últimos años y muerte
Durante la Primera ocupación estadounidense en Cuba (1898-1902), García Vigoa fue alcalde del poblado de Los Arabos, en la Provincia de Matanzas, electo en 1900.
Durante la llamada Guerrita de Agosto (1906), García Vigoa estuvo entre los antiguos mambises que se levantaron en armas contra el presidente Tomás Estrada Palma (1902-1906), hecho que desencadenó la Segunda ocupación militar estadounidense en Cuba (1906-1909).
García Vigoa resultó elegido Gobernador de la Provincia de Matanzas, en noviembre de 1920, estando en dicho cargo hasta 1923.
El General de División Eduardo García Vigoa falleció de causas naturales en la ciudad de La Habana, el 12 de julio de 1926, a los 64 años de edad.
El destacado epidemiólogo cubano Francisco Durán García es uno de sus bisnietos.